# Graah Fjelde
Graah Fjelde är en nunatak i Grönland (Kungariket Danmark).   Den ligger i kommunen Kujalleq, i den södra delen av Grönland, 600 km sydost om huvudstaden Nuuk. Toppen på Graah Fjelde är 157 meter över havet.
Terrängen runt Graah Fjelde är varierad. Havet är nära Graah Fjelde åt nordost.  Trakten runt Graah Fjelde är nära nog obefolkad, med mindre än två invånare per kvadratkilometer. Det finns inga samhällen i närheten. Trakten runt Graah Fjelde är permanent täckt av is och snö.